# Cañada de las Armas
Der Cañada de las Armas ist ein Bach in Uruguay.
Er verläuft auf dem Gebiet des Departamentos Colonia. Er mündet als rechtsseitiger Zufluss in den Arroyo del General nahe dessen Zusammenfluss mit dem Arroyo de la Caballada.